# Sturmpanzer IV
Sturmpanzer IV(được đánh số thứ tự là Sturmpanzer 43 hoặc Sd. Kfz. 166) là tên một loại pháo tự hành được lắp trên khung tăng Panzer-IV được Đức Quốc xã sử dụng trong Chiến tranh thế giới thứ hai. Sturmpanzer IV tham gia một số trận đánh như: trận Vòng cung Kursk, trận Anzio, trận đổ bộ Normandie và trận nổi loạn Warsaw. Sturmpanzer IV còn có biệt danh là Brummbär (biệt danh này được đặt bởi người Anh nhưng người Đức không gọi như vậy). Bộ binh Đức đặt biệt danh cho Sturmpanzer IV là "Stupa". 

## Phát triển

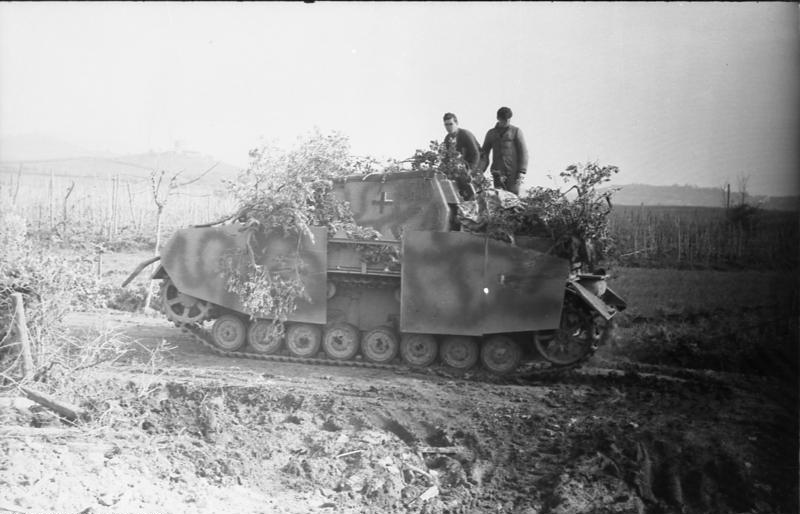
Một chiếc Sturmpanzer IV tại Anzio, Ý, tháng 3/1944

Sturmpanzer IV là một mẫu thiết kế dựa trên khung tăng Panzer IV nhằm hỗ trợ bộ binh một cách tốt nhất trong việc tấn công các lô cốt và công sự, đặc biệt là trong nội thành. Kết quả là Sturmpanzer IV có thêm được một khoảng trống nhỏ nữa, lớp giáp trước dày thêm và có chỗ đặt pháo mới rộng hơn. Sturmpanzer IV được trang bị pháo 15 cm Sturmhaubitze (StuH) 43 L/12, được thiết kế và phát triển bởi Skoda. Sturmpanzer IV thường bắn loại đạn nổ-công phá 15 cm sIG 33. Kho của nó chứa được khoảng 38 viên đạn (được thay bằng chất nổ công phá). Sturmpanzer IV sử dụng ống ngắm 15 cm sIG 33. Sturmpanzer IV được trang bị súng phụ MG-34 được đặt bên trong, sự xếp đặt các thiết bị và vũ khí của nó có nhiều điểm giống với phiên bản xe tăng tự hành StuG-III Ausf. G. Một vài phiên bản đời sau được trang bị súng phụ MP-40.
Những phiên bản đời trước có trọng lượng quá nặng so với khung tăng gây áp lực quả lớn lên bộ truyền lực và hệ thống treo. Bản thiết kế đời sau đã cải thiện tốt việc này bằng cách gia cố thêm cho khung tăng.
Vào tháng 10 năm 1943, chương trình giảm trọng lượng pháo StuH-43 được thực hiện. Trọng lượng hiện tại của nó (1500 kg) được giảm xuống 800 kg - sau này được đổi tên thành pháo StuH-43/1. Ngoài ra phiên bản này còn được gia cố thêm giáp, đắp thêm cho giáp mặt trước của Sturmpazer-IV thêm 10 mm thép nữa.

## Sản xuất

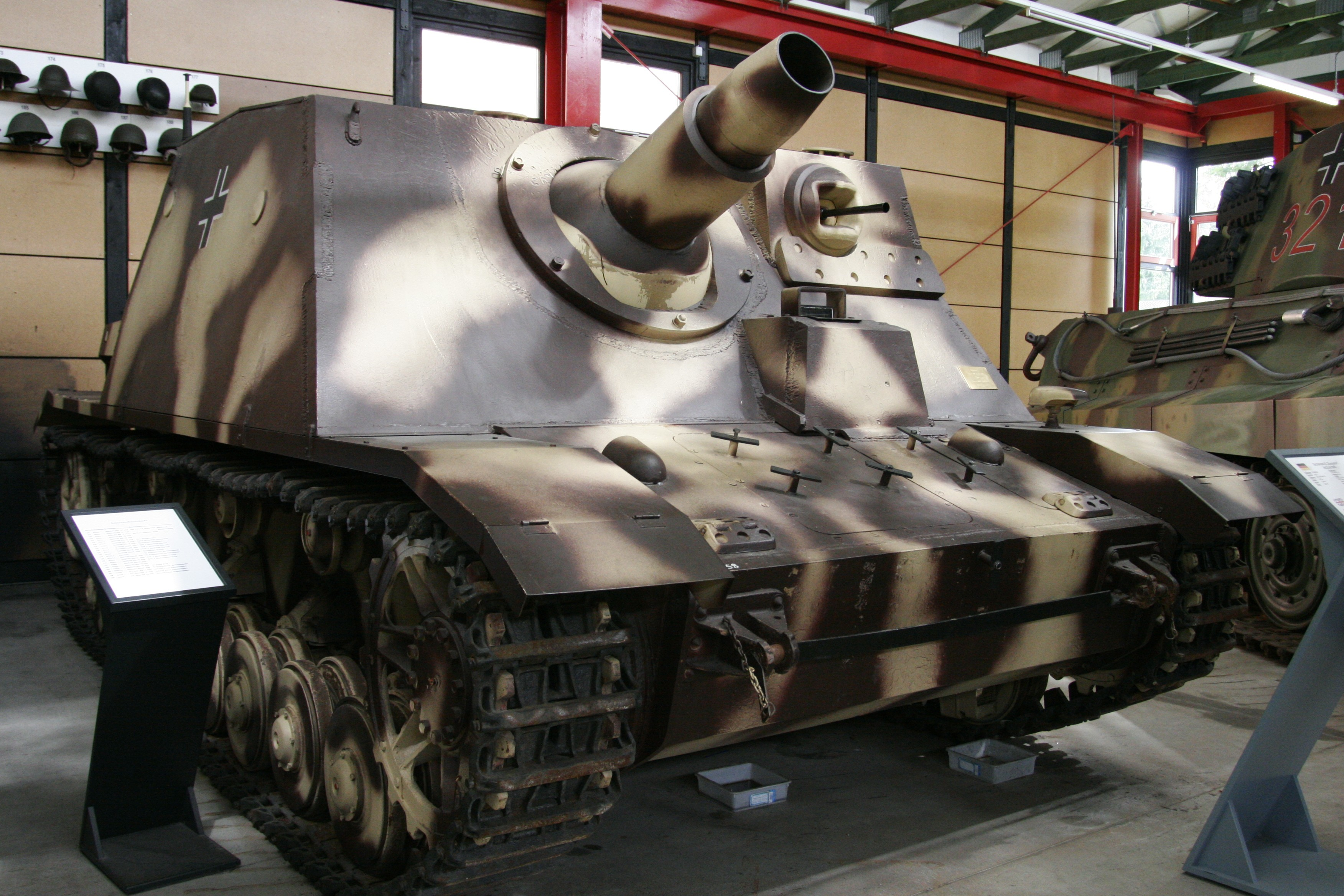
Sturmpanzer IV "Brummbär" tại Deutsches Panzermuseum Munster., Đức

### Sê-ri đầu
Sê-ri đầu tiên được sản xuất khoảng 60 chiếc bắt đầu từ tháng 4 năm 1943. Năm mươi hai chiếc trong số đó sử dụng khung tăng Panzer-IV Ausf. G và 8 chiếc còn lại sử dụng khung tăng Panzer-IV Ausf. E và F. Nửa số đó được tái sản xuất theo sê-ri thứ 2 vào tháng 12 năm 1943. 

### Sê-ri thứ hai
Việc sản xuất sê-ri thứ hai được bắt đầu từ tháng 12 năm 1943 đến tháng 3 năm 1944 với khoảng 60 chiếc được xuất xưởng. Phiên bản này có khoang bên trong rộng hơn nhưng bọc giáp mỏng (thể hiện trong trận vòng cung Kursk, phần lớn số Sturmpanzer-IV bị phá huỷ). Toàn bộ số còn lại được rút về để sửa chữa.

### Sê-ri thứ ba
Việc sản xuất sê-ri thứ ba được bắt đầu từ tháng 3 đến tháng 6 năm 1944. Với một số thay đổi so với phiên bản thứ hai, trang bị pháo StuH-43/1. 

### Sê-ri thứ tư
Sê-ri thứ tư được bắt đầu sản xuất vào năm 1944 đến cuối cuộc chiến. Phiên bản này gồm nhiều thay đổi mạnh mẽ. Sê-ri thứ tư sử dụng khung tăng Panzer-IV Ausf. J, động cơ HL120TRM112 (động cơ mới). Phần tháp pháo được nâng lên phía trước một chút-thích hợp với nòng pháo tăng tự hành, giáp trước được gia cố thêm. Súng máy MG-34 với hơn 600 viên đạn. Vị trí của người chỉ huy là ở giữa ngăn tăng, có thể điều khiển được một súng máy nhỏ lắp trên miệng tháp pháo hở (nếu có). 

## Lịch sử hoạt động
Sturmpanzer-IV lần đầu tiên tham gia sư đoàn Sturmpanzer-Abteilung 216 là vào tháng 4 năm 1943. Đến tháng 5 năm 1943, nó được chuyển đến Amiens bằng xe lửa nhằm chuẩn bị tham gia trận Kursk. Có tổng cộng ba nhánh công ty sản xuất Sturmpanzer-IV, có nhiệm vụ sản xuất 14 chiếc/tháng. Toàn bộ số Sturmpanzer-IV được di chuyển đến Liên Xô vào ngày 10 tháng 6 năm 1943 để chuẩn bị cho chiến dịch Citadel - chính là trận Kursk. Để sẵn sàng hành động, Sturmpanzer được phần vào sư đoàn cơ động schweres Panzerjäger Regiment 656 ("Heavy Anti-tank Regiment 656") - nhận lệnh từ cụm tập đoàn quân số 9. Nó hỗ trợ bắn phá từ phía Dnepropetrovsk-Zaporozhe đến tận tháng 8. Sư đoàn rút về Đức theo các lực lượng khác sau khi thua trận Kursk.
Khi quân Đồng Minh tiến đến xuống Anzio vào ngày 22 tháng 1 năm 1944, sư đoàn xe tăng hạng nặng của Đức (trong đó có Sturmpanzer-IV) đã giao chiến một trận ác liệt với thiết giáp Đồng Minh tại thung lũng Po. Cuộc chiến đấu duy trì đến tận năm 1945 khi quân Đồng Minh dùng lực lượng đông hơn đẩy toàn bộ sư đoàn xe tăng hạng nặng ra khỏi đất Ý.

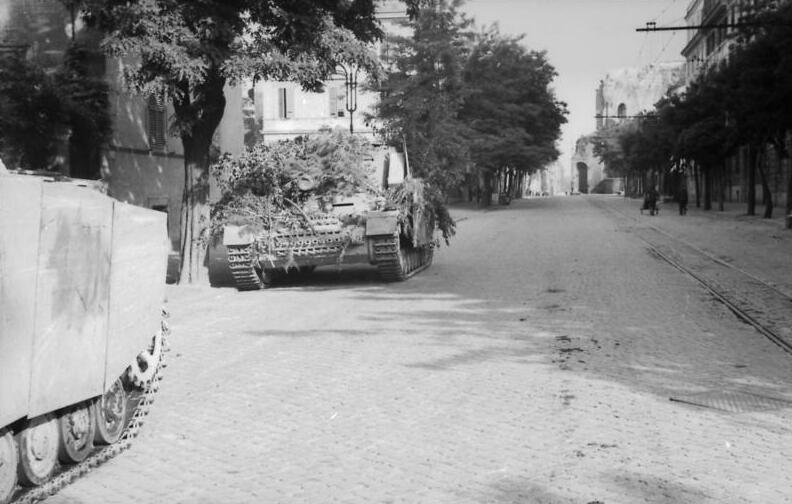
Sturmpanzer-IV tại Rome, Ý

Sư đoàn Sturmpanzer-Abteilung 217 được cử đến Normandy cùng với sư đoàn Panzer-Kompanie 40 và Panzer-Ersatz Abteilung 18 vào ngày 20 tháng 4 năm 1944 (thêm 14 chiếc nữa được chuyển đến vào tháng 5). Các trận giao đấu giữa thiết giáp Đức và Đồng Minh xảy ra tại nhiều nơi như Condé sur Noireau, Caen,.... Vào ngày 19 tháng 8, sư đoàn cử 17 chiếc Sturmpanzer-IV phòng vệ 3 cứ điểm chính của Đức. Trận đấu diễn ra quyết liệt giữa lực lượng thiết giáp hai phe. Đến tháng 10, toàn bộ sư đoàn chỉ còn lại 22 chiếc Sturmpanzer-IV. Đến tháng 1 năm 1945, phần lớn số xe còn lại đã bị bắt hoặc bị phá huỷ trong trận Ardennes. Số còn lại rút lui về được và bị thu giữ tại Ruhr Pocket vào tháng 4 năm 1945.
Sư đoàn thiết giáp Sturmpanzer-Abteilung 219 được cử đến Hungary vào giữa tháng 9 năm 1944 nhằm bảo vệ khu vực sản xuất vũ khí của Đức tại đây. Sau các trận giao tranh và bị máy bay Đồng Minh ném bom, chỉ còn 10 chiếc còn sót lại. Vào ngày 19 tháng 10, những cuộc ném bom liên tục của quân Đồng Minh đã làm cho chuyến bay tiếp viện quân sự cho số tăng ở đây bị chậm trễ. Số Sturmpanzer-IV còn lại di chuyển lên Budapest và bị lực lượng Hồng Quân bắt giữ.

## Những chiếc còn sót lại

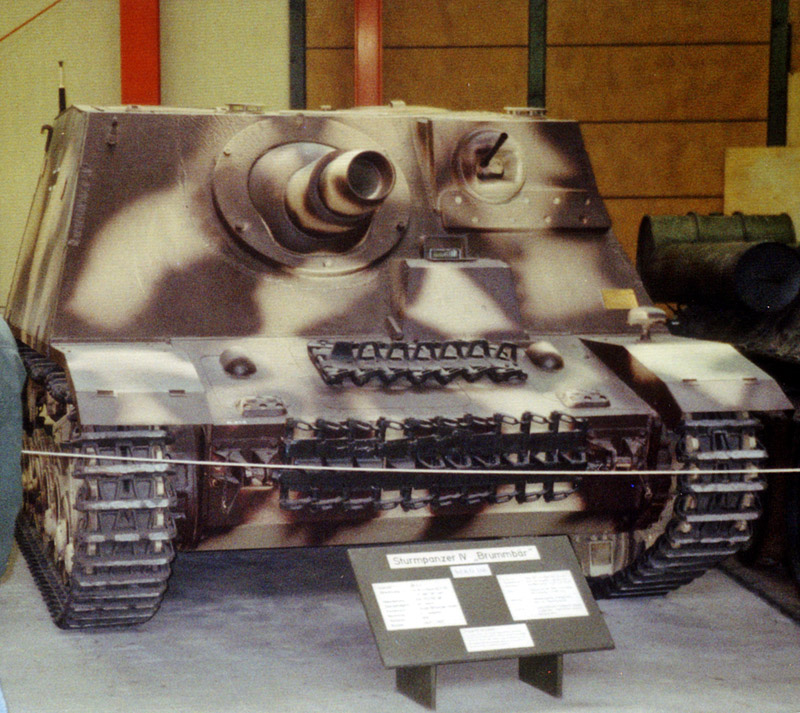
Sturmpanzer-IV tại bảo tàng Deutsches Panzermuseum Munster, Đức

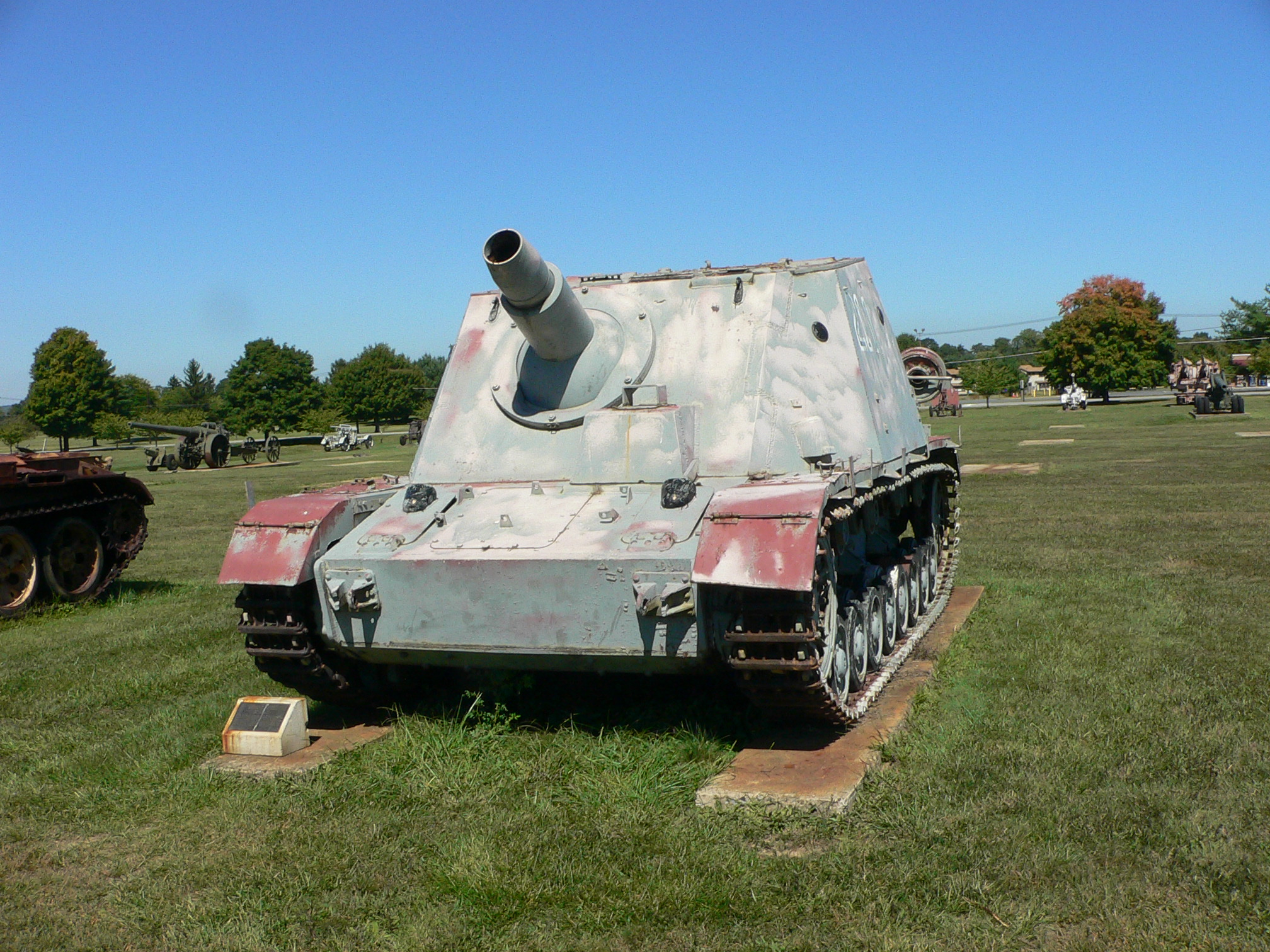
Sturmpanzer-IV tại bảo tàng quân sự Mỹ

Hiện tại còn khoảng 4 chiếc Sturmpanzer-IV còn sót lại. Một số bảo tàng còn giữ là:
- Bảo tàng Musée des Blindés, Saumur, Pháp.
- Bảo tàng Deutsches Panzermuseum, Đức.
- Bảo tàng thiết giáp Kubinka, Nga.
- Bảo tàng quân sự Mỹ, Aberdeen, Maryland.